# Точни науки
Точните науки са науки, които се стремят към абсолютна прецизност в резултатите си. Примери за такива наука са: математика, оптика, астрономия и физика, които много философи (сред които Декарт, Лайбниц и Кант) приемат като образец на рационално и обективно знание. Тези науки се практикуват в много култури от древността до наши дни. Имайки предвид тясната им връзка с математиката, точните науки се характеризират с точно количествено изразяване, точни прогнози и взискателни методи на тестване на хипотези.
Разграничението между количествено точните науки и науките, които се занимават с причинно-следствените връзки на нещата, е направено още от Аристотел, който отделя математиката от философията и счита точните науки за „по-естественото разклонение на математиката“. Тома Аквински използва това разграничение, когато посочва, че астрономията обяснява сферичната форма на Земята. Това разграничение е широко, но не и универсално прието до Научната революция през 17 век.
Точните науки контрастират с хуманитарните и социалните науки, макар и при тях да съществуват раздели и направления, при които се използват подходите на точните науки.